# Welcome (film 2007)
Welcome (Hindi: वेलकम) è un film indiano del 2007 diretto da Anees Bazmee. Protagonisti del film sono Akshay Kumar, Feroz Khan, Nana Patekar, Anil Kapoor, Katrina Kaif, Mallika Sherawat e Paresh Rawal. Il film è stato proiettato in India ed in diversi paesi nel mondo il 21 dicembre 2007, ed ha ricevuto una nomination ai Filmfare Awards nella categoria "Miglior attore non protagonista" (Anil Kapoor).

## Trama
Rajiv è uomo d'affari interpretato da  Akshay Kumar. Egli si innamora di Sanjana, interpretata da Katrina Kaif, sorella di un don. Tra tante avventure i due riescono a sposarsi.